# Палей, Иосиф Маркович
Ио́сиф Ма́ркович Палей (13 апреля 1926, Речица — 9 октября 2009, Санкт-Петербург) — советский и российский психолог, специалист в области психофизиологии, дифференциальной психологии и психологии личности. Кандидат педагогических наук (по психологии, 1960), доцент (1963).

## Биография
Окончил психологическое отделение философского факультета ЛГУ (1949). С 1949 по 1962 работал в Пермском государственном педагогическом институте в лаборатории В. С. Мерлина (сначала в должности ассистента, а с 1951 ст. преподавателя кафедры психологии).
Был учеником и соратником Бориса Герасимовича Ананьева, единомышленником и коллегой Льва Марковича Веккера, отмечавшего в своих работах, что «многолетнее сотрудничество и соавторство с Иосифом Марковичем Палеем сыграло важнейшую роль в его работе». И. М. Палей внёс значительный вклад в становление Петербургской (ананьевской) дифференциально-психологической школы. Современники отмечают его усилия по интеграции отечественных дифференциально-психологических направлений — именно интенсивное научное общение И. М. Палея с представителями Московской и Пермской дифференциально-психологических школ (прежде всего с В. Д. Небылицыным и В. С. Мерлиным) позволило выработать общие теоретические ориентиры и разработать сопоставимые диагностические методы.

С 1963 года более 20 лет был доцентом кафедр «возрастная и дифференциальная психология» и «общая психология» на факультете психологии ЛГУ. Выпускники факультета вспоминали о нём так: 
Блестящий ученый, уникальный педагог, подготовивший огромное количество студентов и более 100 аспирантов. Он завораживал своими лекциями, прививал любовь и уважение к психологии, мог дать почувствовать ее сложность и величие. Он постоянно думал и размышлял на глазах влюбленных в него студентов, вовлекая их в этот удивительный процесс…
После выхода на пенсию был доцентом кафедры возрастной и педагогической психологии РГПУ им. А. И. Герцена.

## Избранные публикации
- Индивидуальные особенности сдерживания в связи с типологическими различиями по силе торможения и уравновешенности нервных процессов. Автореферат диссертации на соискание ученой степени кандидата педагогических наук (по психологии). — М., 1960.
- Палей И. М. Проблемы личности в курсе психологии: Методическое пособие для студентов-заочников факультета психологии. — Л.: 1972.

Некоторые статьи:
- Палей И. М. Об исследовании силы нервной системы в связи с задачами комплексной диагностики индивидуально-типических особенностей человека // Человек и общество. 1967. Т. II. — С. 213—225.
- Палей И. М., Шафранская К. Д. Комплексные характеристики индивидуально-типических особенностей студентов во время эмоционально-интеллектуального напряжения на экзаменах // Человек и общество. 1969. Т. IV. — С. 145—153.
- Ананьев Б. Г., Палей И. М. О психологической структуре личности // Проблемы личности: материалы симпозиума. Т. 1. — М.: Педагогика, 1970. — С. 39—51.
- Веккер Л. М., Палей И. М. О соотношении информационных и энергетических компонентов в нервно-психической деятельности // Методологические аспекты кибернетики. — М., 1970. — С. 28—29.
- Веккер Л. М., Палей И. М. Информация и энергия в психическом отражении // Учёные записки Ленинградского университета, № 362. Серия психологических наук, вып. 3, 1971. — С. 61—66.
- Палей И. М. К психофизиологическому исследованию структуры индивидуально-типических особенностей человека в связи с «информационно-энергетическими» соотношениями в нервно-психической деятельности // Человек и общество. — Л., 1971. Вып. VIII. — С. 150—154.
- Палей И. М., Зырянова Н. Г. Нейродинамические свойства // Развитие психофизиологических функций взрослых людей / ред. Б. Г. Ананьев, Е. И. Степанова. — М.: Педагогика, 1972. — С. 44—103.
- Палей И. М. К дифференциально-психологическому исследованию студентов в связи с задачами изучения потенциала развития взрослого человека. // Психолого-педагогические проблемы высшей школы. — Л.: Издательство ЛГУ, 1974. — С. 133—143
- Палей И. М. К дифференциально-психологическому исследованию студентов в связи с задачами изучения потенциалов развития взрослого человека// Современные психолого-педагогические проблемы высшей школы. — Л., 1974. Вып. 2.
- Палей И. М. Методологические вопросы диагностики в дифференциально-психологическом исследовании // Психодиагностические методы (в комплексном лонгитюдном исследовании студентов). — Л.: Издательство ЛГУ, 1976. — С. 52—68
- Палей И. М. О соотношении дифференциации и интеграции в психофизиологии индивидуальных отличий // Вопросы дифференциальной психофизиологии в связи с генетикой: материалы Всесоюзного симпозиума. — Пермь, 1976. — С. 14—21.
- Жамкочьян М. С., Палей И. М. О связях характеристик интеллекта с индивидуальными особенностями тревожности и экстраверсии. // Экспериментальная и прикладная психология, вып. 8. — Л.: Издательство ЛГУ, 1977. — С. 78—87.
- Ласко М. В., Палей И. М. Индивидуальные особенности эффективности и структуры интеллектуальных функций при разной интенсивности мотивации // Проблемы интегрального исследования личности. — Пермь, 1977. С. 109—122.
- Палей И. М., Магун B. C. Психологические характеристики личности и предпосылки её социальных потенциалов // Социальная психология. — Л.: Издательство ЛГУ, 1979. — С. 90—105.

## Семья
Сын — Александр Иосифович Палей (род. 1954), российский психотерапевт-практик первой волны, основатель одного из первых в России общественно-профессиональных объединений психотерапевтов — «Ассоциации тренинга и психотерапии», первый президент Ассоциации (1989—1995); кандидат психологических наук.